# 相馬警察署
相馬警察署（そうまけいさつしょ）は、福島県警察が管轄する警察署の一つである。

## 管轄区域
- 相馬市
- 相馬郡 新地町

## 所在地
- 福島県相馬市中野字寺前203-1

## 沿革
- 1982年（昭和57年）：現庁舎新築
- 2011年3月 - 東北地方太平洋沖地震（東日本大震災）発生。津波により磯部駐在所が流失。
- 2014年6月 - 磯部駐在所が移転新築にて業務再開。[1]

## 交番
なし

## 駐在所

### 相馬市
- 磯部駐在所 - 相馬市磯部字上ノ台646番地の1
- 大野駐在所 - 相馬市黒木字芹谷地45番地
- 尾浜駐在所 - 相馬市原釜字金草94番地の2
- 山上玉野駐在所 - 相馬市山上字遠藤162番地の1

### 新地町
- 新地駐在所 - 相馬郡新地町谷地小屋字萩崎37番地の9